# Hydroxybenzaldehyde
Die Hydroxybenzaldehyde bilden in der Chemie eine Stoffgruppe, die sich sowohl vom Benzaldehyd als auch vom Phenol ableitet. Die Struktur besteht aus einem Benzolring mit angefügter Aldehyd- (–CHO) und Hydroxygruppe (–OH) als Substituenten. Durch deren unterschiedliche Anordnung (ortho, meta oder para) ergeben sich drei Konstitutionsisomere mit der Summenformel C7H6O2. Sie sind hauptsächlich als Derivate des Benzaldehyds anzusehen. Der 2-Hydroxybenzaldehyd ist unter seinem Trivialnamen Salicylaldehyd bekannt.

## Vertreter
| Gefahrensymbol | Gefahrensymbol |

| Gefahrensymbol |

| Gefahrensymbol | Gefahrensymbol |

## Eigenschaften
Die Hydroxybenzaldehyde besitzen gegenüber dem Phenol (9,99) deutlich niedrigere pKs-Werte; die elektronenziehende Aldehydgruppe (−M-Effekt) erhöht die Acidität; die phenolische OH-Bindung wird zunehmend polarisiert.